# Савин, Михаил Ксенофонтович
Михаил Ксенофонтович Савин (1876—1947) — русский и советский поэт.

## Биография
Из крестьян. Учился в церковно-приходской школе (1885—1888). В 12-летнем возрасте был привезён в Москву и определён в торговые служащие. В дальнейшем работал булочником. Занимался самообразованием. Писать стихи начал с 14-и лет, с годами — «всё более суровые и бичующие». Печатался в провинциальных газетах. В начале 1890-х годов познакомился с членами кружка писателей из народа — Ф. С. Шкулёвым, М. Л. Леоновым, П. А. Травиным. Был одним из учредителей Суриковского литературно-музыкального кружка, печатался в его изданиях, а также в журналах «Детское чтение», «Развлечение», «Балалайка», «Муравей». В 1906 году издавал и редактировал журнал «Булочник», закрытый после выхода третьего номера за противоправительственную направленность, в результате чего Савин был заключён в тюрьму, а затем выслан из Москвы в Тарусский уезд.
Первый сборник стихотворений Савина «Песни рабочего» (М., 1902). После революции 1917 года Савин имел в Москве небольшую торговлю (до 1929), получал пенсию. В 1923 году вышел сборник его стихов «Сельские песни» (М.-П.) с предисловием В. М. Фриче, который отмечал, что они «дышат тёплой любовью ко всем явлениям мира». Савин оставил воспоминания, с чтением которых выступал в Государственном литературном музее.